# Isacco figura del redentore
Isacco figura del redentore (deutsch: Isaak, ein Vorbild des Erlösers) ist ein Libretto zu einer azione sacra in zwei Teilen von Pietro Metastasio. Es ist das letzte seiner sieben in Wien geschriebenen Oratorienlibretti und wurde ungefähr 50 Mal vertont. Erstmals aufgeführt wurde es in der Vertonung von Luca Antonio Predieri am 12. Februar 1740 in der Hofburgkapelle in Wien.
Eine deutsche Übersetzung des Librettos erschien 1753 und 1766 in Augsburg als Sprechdrama mit dem Namen Isaak, ein Vorbild des Erlösers in der Geistlichen Schaubühne des Ulmer Augustiners Peter Obladen.
Eine weitere deutsche Fassung veröffentlichte der Komponist und Musikschriftsteller Johann Adam Hiller 1786 in seinem Buch Ueber Metastasio und seine Werke : nebst einigen ins Deutsche übersetzten Stücken desselben unter dem Titel Isaac, ein Vorbild des Erlösers.

## Handlung
Das Libretto handelt von der Opferung Isaaks im 22. Kapitel des 1. Buch Mose. Die Rolle Isaaks wird mit der von Jesus Christus in der Passionsgeschichte in Parallele gesetzt.

„Das Stillschweigen der heiligen Schrift hat uns im Zweifel gelassen, ob Abraham von dem göttlichen Befehle, welchen er hatte, seinen Sohn zu schlachten, auch Sara seiner Ehegattinn Nachricht gegeben.
Die Ausleger der heiligen Schrift gehen in zerschiedene Meynungen ab; wir stimmen jenen bey, welche dafür halten (a), Sara habe um den göttlichen Befehl gewußt; und dieses um so lieber, als es zu unsrem Vorhaben, dann auch die Anmuthungen rege zu machen, und zur Gleichheit des Vorbildes, so wir vorzustellen beflissen seyn, dienlicher ist.
(a) August Serm. 73. de tempore. Greg. Nyss. Procop. Perer. Tyrin. Calmet. Comment. in Genes. c. 22. v. 3.“

### Erster Teil
Da Abraham seinen Sohn Isaak bis tief in die Nacht unterrichtet und ihm seine Lebensgeschichte erzählt hat, ist er müde. Isaak jedoch will noch mehr hören. Er betrachtet seinen Vater als Vorbild und möchte ihm nacheifern. Abraham erzählt ihm von der Weissagung seiner Geburt durch den Engel und der Prophezeiung seiner zahlreichen Nachkommen. Gleichzeitig warnt er vor der Sünde der Selbstgefälligkeit. Isaak glaubt zwar, dass er davon frei sei, bekommt aber doch Angst. Abraham beruhigt ihn, denn es war lediglich eine Warnung, keine Beschuldigung. Isaak bittet seinen Vater um Unterstützung. Ihm verdankt er das Leben, und von ihm möchte er dereinst auch den Tod empfangen.
Nachdem Isaak gegangen ist, erscheint ein Engel und befiehlt Abraham im Namen Gottes, seinen Sohn im Gebirge zu opfern. Abraham sinnt über diesen schrecklichen Befehl nach. Er versteht zwar nicht, wie so die früheren Verheißungen erfüllt werden können, ist aber bereit, zu gehorchen. Er bittet Gott um Beistand. Anschließend ruft er seine Diener und Hirten und bittet Gamari, Isaak zu wecken und ein Lasttier vorzubereiten, ohne dass Sarah etwas bemerkt.
Sarah ist aufgewacht und fragt Abraham, warum er so früh aufgestanden ist. Er antwortet, dass er ein Schlachtopfer bringen und dafür Holz sammeln müsse. Als Sarah darauf besteht, ihn begleiten zu dürfen, erzählt er ihr von dem göttlichen Befehl und bittet sie um ihr Einverständnis. Gehorsam sei Gott gefälliger als jedes Opfer, denn wer Gott gehorche, der widme ihm seinen freien Willen.
Isaak verabschiedet sich von seiner Mutter. Weil es Sarah sichtlich schwerfällt, sich von ihm zu trennen, bittet er Gamari, sich um sie zu kümmern. Gamari fragt Sarah nach dem Grund für ihre Schmerzen. Sie kann diesen nicht nennen, versichert aber, dass er im Sinne Gottes sei. Gamari fordert die Hirten auf, sich Sarahs Tugend zum Vorbild zu nehmen. Deren Chor beendet den ersten Teil mit einem Lob auf den Gehorsam, durch den sich der Wille der Menschen mit dem Gottes vereinige.

### Zweiter Teil
Sarah wartet ungeduldig auf die Rückkehr der Hirten, um Nachricht zu erhalten. Schließlich erscheint Gamari. Er hat Isaak am Fuße des Berges Moria zurückgelassen, bevor die Opferhandlung begonnen wurde. Isaak habe das Feuerholz auf den Berg getragen und sei unter der Last beinahe zusammengebrochen. In diesem Moment sehen sie Abraham mit blutigen Händen zurückkehren. Das Opfer ist also offenbar vollzogen worden.
Sarah möchte die Nachricht vom Tode ihres Sohnes nicht hören und versucht, sich zurückzuziehen. Als Isaak erscheint und sie aufhält, fällt sie vor Erleichterung in Ohnmacht. Isaak ist erstaunt, dass die sonst so unerschütterliche Sarah vor Freude so überwältigt werden konnte. Abraham erklärt ihm, dass im Menschen Freude und Leid wie zwei fremde Gäste wohnen. An das Leid gewöhne man sich schnell, da es so häufig vorkomme. Die Freude dagegen sei selten und ungewohnt. Nachdem Sarah wieder erwacht ist, berichtet Abraham, wie er das Opfer vorbereitet habe. Isaak habe er gesagt, dass Gott noch rechtzeitig für das Opfer sorgen werde. Anschließend habe er ihn an den Altar gebunden. Isaak sei wie ein unschuldiges Lamm verstummt und habe keinen Widerstand geleistet. Als Abraham dann das Schwert erhoben habe, sei eine Stimme vom Himmel erklungen: Gott habe seinen Gehorsam geprüft, und der Tod Isaaks sei nicht mehr erforderlich. Da Abraham von Gefühlen überwältigt ist, fährt Isaak mit der Erzählung fort. Ein Widder habe sich mit seinen Hörnern in den Dornen einer Hecke verfangen. Dieser wurde nun an seiner statt geopfert. Isaak beneidete ihn um die Ehre eines so herrlichen Todes. Aber da Gott dies so vorgesehen habe, wolle er nun statt für ihn zu sterben für ihn leben. Sarah glaubt, dass Gott Abraham seine Stärke zu erkennen geben wollte. Die Welt solle in ihm ein ewiges Vorbild des Glaubens, der Treue und der Beständigkeit haben.
Der Engel erscheint wieder und erneuert die Verheißungen Gottes über die Nachkommenschaft Abrahams.
Abraham fasst die Ereignisse des Tages noch einmal zusammen: Ein Vater opferte seinen einzigen Sohn; der Sohn nahm die Strafe freiwillig auf sich; er trug die Werkzeuge seines Todes auf seinem Rücken; der Kopf des Opfers verfing sich in Dornen. Offensichtlich handelt es sich um eine Prophezeiung zukünftiger Ereignisse, die Rettung der Menschheit durch den Tod des Erlösers: „la morte è questa, / Che aprirà della vita all’ uom le porte“. Der Schlusschor stimmt in den Vergleich ein und hofft, die Frucht dieses Opfers Gottes nicht zu verlieren.

## Geschichte
Metastasio hatte im Auftrag Kaiser Karls VI. zwischen 1730 und 1735 jährlich ein neues Oratorium in Wien herausgegeben, diese Reihe jedoch anschließend für einige Jahre unterbrochen. Ein Grund dafür war vermutlich sein Opernprojekt Attilio Regolo, an dem er bereits neun Jahre gearbeitet hatte. Mit dieser Oper versuchte er, das Leben Karls im Rahmen einer poetisch-politischen Synthese zu schildern und seine Staatshandlungen als Ideal ethisch-religiöser Inspiration abzubilden. Sie steht damit in der Nachfolge seiner Opern La clemenza di Tito (1734) und Temistocle (1736), in denen er die väterliche Fürsorge des Kaisers um das Wohl der Untertanen, die Nachrangigkeit seines eigenen privaten Glücks und seine Liebe zum Land als römische Tugenden darstellte. Erst 1739 kam Metastasio wieder dazu, einen Oratorientext zu schreiben: Isacco figura del redentore. Es wurde sein letztes Werk dieser Gattung, denn nach dem Tod des Kaisers am 20. Oktober 1740, schrieb Metastasio keine weiteren Oratorien mehr.

## Gestaltung
Die sieben Wiener Oratorien Metastasios stehen in der Nachfolge derjenigen seines Amtsvorgängers Apostolo Zeno. Einfachheit und Klarheit im Aufbau sind vorherrschend. Metastasio verzichtete innerhalb der Handlung auf göttliche und allegorische Personen und hielt sich an die drei Aristotelischen Einheiten von Raum, Zeit und Handlung. Daher werden viele Passagen nur rückblickend erzählt. Seine theologischen Interpretationen halten sich streng an die exegetischen Vorgaben der Kirche. An vielen Stellen gab er Belege in Form von Bibelstellen und Zitaten aus Schriften von Kirchenlehrern an. Wie in seinen Opernlibretti wird die Handlung in Rezitativen dargestellt, die in Da-Capo-Arien münden. Ensemblestücke und Chöre werden nur sparsam eingesetzt.
Metastasio stellt die alttestamentliche Erzählung in direkten Zusammenhang mit der Passion und dem Opfertod Jesu Christi. Dies wird zum einen bereits im Titel deutlich. Zum anderen gibt es viele direkte Anspielungen im Text bis hin zur Vision Abrahams am Ende des Oratoriums. Entsprechend enthält der Isacco auch die meisten neutestamentlichen Referenzen unter den Oratorienlibretti Metastasios. Die im Vorwort angegebenen Referenzen („August Serm. 73. de tempore. Greg. Nyss. Procop. Perer. Tyrin. Calmet. Comment. in Genes. c. 22. v. 3.“) beziehen sich auf Schriften von Augustinus, Gregor von Nyssa, Prokopios von Gaza, Augustin Calmet und anderen, die die Bedeutung Sarahs in der biblischen Geschichte hervorheben, auch wenn sie im Text selbst nicht vorkommt.
In der biblischen Vorlage im 22. Kapitel des 1. Buchs Mose treten lediglich die Personen Abraham, Isaak und der Engel auf. Metastasio ergänzte die Rollen der Sarah und des Gamari. Sarah dient als Äquivalent des Leidens der Mutter Jesu in der Passionsgeschichte. Ihre Darstellung verstärkt die emotionale und psychologische Spannung im Publikum. Zudem kam Metastasio damit dem Marienkult am Habsburger Kaiserhof entgegen. Gamari, ein Freund Isaaks, fungiert als Mittler und Bote. Er erstattet Sarah Bericht über das Opfer und wird als Vorläufer des Apostels Johannes dargestellt. Auch die Rolle des Engels wurde erweitert. Da Gott nicht persönlich als Oratorienrolle in Erscheinung treten konnte, gibt dieser Abraham den Befehl, seinen Sohn zu opfern. Der in der Bibel geschilderte direkte Dialog Abrahams mit Gott entfällt somit im Oratorium. Abraham dient im Vergleich mit der Passionsgeschichte als Symbol für Gott selbst.
Das Libretto steht in der Tradition der Gegenreformation. Der tugendhafte Charakter Abrahams wird mit Kaiser Karl VI. gleichgesetzt und als Freund Gottes beschrieben. Karl ist somit Luther überlegen und derjenige, der wie von Gott verheißen den Protestantismus bekämpfen werde. Die explizite Verwendung von Vers 17 („[…] und dein Same soll besitzen die Tore seiner Feinde“ in der Arie des Engels im zweiten Teil: „Ne’ dì felici / Quel germe altero / De’ suoi nemici / Terrà l’impero“ – „In jenen Tagen wird dieser Same bei seinen Feinden die Herrschaft führen“) führte dazu, dass das Oratorium ausschließlich von katholischen Komponisten vertont wurde.

## Vertonungen
Folgende Komponisten vertonten dieses Libretto:
| Komponist                             | Uraufführung                                                                                          | Aufführungsort  | Anmerkungen |  |
| ------------------------------------- | --- | --------------- | --- |  |
| Luca Antonio Predieri                 | 12. Februar 1740, Hofburgkapelle                                                                      | Wien            | auch 1749 in München |  |
| Agostino Bonaventura Coletti          | 1. Januar 1741, Oratorio Filippino di Santa Maria della Fava                                          | Venedig         | |  |
| Nicola Conti                          | 1741                                                                                                  |                 | |  |
| Giovanni Nicola Ranieri Redi          | 1741                                                                                                  |                 | |  |
| Johann Heinrich Rolle                 | vermutlich 1741–46                                                                                    | Berlin          | als Die Opferung Isaacs; die Partitur wurde 1996 vom Renaissance-Musik-Verlag Embühren herausgegeben |  |
| Pietro Chiarini                       | 1742, Congregazione dell’Oratorio di San Filippo Neri                                                 | Genua           | |  |
| Niccolò Jommelli                      | 1742, Congregazione dell’Oratorio di San Filippo Neri                                                 | Venedig         | als Il sacrifizio di Abramo; überarbeitet am 19. März 1760 in der Arciconfraternita di San Girolamo della Carità in Rom; 1762 in Hamburg; 1764 im oratorio di S. Filippo Neri in Venedig; viele weitere Aufführungen |  |
| Giovanni Bonaventura Matucci          | 1742, Compagnia di S. Marco                                                                           | Florenz         | |  |
| Pizzolo                               | 1743                                                                                                  |                 | |  |
| Bartolomeo Felici                     | 1747, Compagnia della Purificazione della Gloriosa Vergine Maria, e di San Zanobi, detta di San Marco | Florenz         | „oratorio a cinque voci“ |  |
| Francesco Antonio Dondi dall’Orologio | 1747–1762                                                                                             |                 | |  |
| Johann Georg Schürer                  | 1748, Hofkapelle                                                                                      | Dresden         | |  |
| Giuseppe Maria Orlandini              | 1752                                                                                                  | Florenz         | |  |
| Pietro Bizzarri                       | 1753                                                                                                  | Florenz         | „oratorio“ |  |
| Domenico Fischietti                   | 1754, Congregazione di S. Marco                                                                       | Florenz         | |  |
| Francesco Zoppis                      | 1754                                                                                                  | Hamburg         | als Il sacrifizio d’Abramo |  |
| Vici                                  | 1756                                                                                                  |                 | |  |
| Ignaz Holzbauer                       | 8. April 1757, Cappella elettorale Palatina                                                           | Mannheim        | |  |
| Giuseppe Bonno                        | 18. März 1759, Palais Rofrano                                                                         | Wien            | |  |
| Pietro Maria Crispi                   | 28. Februar 1762, Collegio Germanico Ungarico                                                         | Rom             | |  |
| Francesco Pasquale Ricci              | 1762                                                                                                  |                 | „azione sagra“ |  |
| Pasquale Cafaro                       | 1763                                                                                                  |                 | |  |
| Luciano Xavier Santos                 | 1763                                                                                                  |                 | |  |
| Giovanni Battista Borghi              | 1764, Pubblico teatro                                                                                 | Camerino        | „componimento sacro“; auch 1781 in Osimo; 1790 in der Kathedrale in Macerata |  |
| Gottlob Harrer                        | 1764                                                                                                  |                 | als Genug, mein Sohn, genug, der grösste Theil der Nacht |  |
| Vincenzo Tobia Nicola Bellini         | 1765, Conservatorio di Sant’ Onofrio a Capuana                                                        | Neapel          | |  |
| Carl Ditters von Dittersdorf          | Dezember 1766                                                                                         | Großwardein     | Libretto bearbeitet von Adam Patachich; komponiert für den Privatzirkel des Bischofs von Großwardein und szenisch aufgeführt                                                                                         |  |
| Angelo Gabriele Santacroce            | 1766                                                                                                  |                 | |  |
| Tommaso Giordani                      | März 1767, Fishamble Street Music Hall                                                                | Dublin          | als Isaac, a Type of the Messiah |  |
| Wilhelm Küffner                       | 1769                                                                                                  |                 | als Isaac als ein Vorbild des Erlösers |  |
| Francesco Zannetti                    | 1769, Kathedrale                                                                                      | Perugia         | auch 1771 in Città di Castello; 1778 in der Kirche San Michele Arcangelo in Lucignano |  |
| Johann Gottlieb Naumann               | 18. April 1772, Hofkapelle                                                                            | Dresden         | |  |
| Giuseppe Brunetti                     | 1775                                                                                                  |                 | |  |
| Josef Mysliveček                      | 10. März 1776                                                                                         | Florenz         | auch als Abramo ed Isacco; Die Partitur wurde 1928 entdeckt und anfangs irrtümlich Wolfgang Amadeus Mozart zugeordnet (KV Anh. 241a bzw. KV C.3.11)                                                                  |  |
| Giuliano Lusini                       | 9. März 1776, Oratorio dei Filippini di Santa Maria in Vallicella                                     | Rom             | |  |
| Pietro Pompeo Sales                   | 1778, Hofkapelle des Kurfürsten                                                                       | Ehrenbreitstein | |  |
| Pedro Avondano                        | um 1780                                                                                               |                 | als Die Aufopferung Isaacs |  |
| Fortunato Luciani                     | 1781, Collegio Germanico Ungarico                                                                     | Rom             | |  |
| Marianna von Martines                 | 1782, Tonkünstler-Sozietät                                                                            | Wien            | die Partitur wurde 2001 von Conrad Misch herausgegeben |  |
| Gaetano Andreozzi                     | September 1785, Chiesa di S. Patrizio                                                                 | Jesi            | |  |
| Giuseppe Narducci Bocaccio            | 1786                                                                                                  | Macerata        | |  |
| Domenico Cimarosa                     | 1786, Fondo di separazione                                                                            | Neapel          | als Il sacrificio d’Abramo; enthält auch Musik anderer Komponisten; auch am 22. Februar 1811 im Teatro Valle in Rom                                                                                                  |  |
| Federico Torelli                      | 1788, Accademia nel Nobile Casino                                                                     | Bologna         | „componimento sacro“; auch am 29. März 1791 in Modena |  |
| Friedrich Heinrich Himmel             | 14. März 1792                                                                                         | Berlin          | |  |
| Giuseppe Giordani                     | 18. Mai 1794, Teatro Pubblico                                                                         | Camerino        | |  |
| Adamo Marcori                         | 24. Juni 1796                                                                                         | Fabriano        | |  |
| Angelo Tarchi                         | 1796, Teatro Scientifico                                                                              | Mantua          | stark modifiziertes Libretto |  |
| Johann Evangelist Fuß                 | 21. August 1812, Theater in der Leopoldstadt                                                          | Wien            | als Isaac, Op. 17; Libretto bearbeitet von Joachim Perinet |  |
| Niccolò Antonio Zingarelli            | um 1815                                                                                               |                 | als Il sacrificio d’Abramo |  |
| Francesco Morlacchi                   | April 1817, Hofkapelle                                                                                | Dresden         | „oratorio“; auch 1825 in Dresden |  |
| Giuseppe Cappelli                     | unbekannt                                                                                             |                 | möglicherweise nicht aufgeführt; 1904 bei G. Ricordi herausgegeben |  |
| Domenico Capranica                    | unbekannt                                                                                             |                 | |  |
| Ignazio Fiorillo                      | unbekannt                                                                                             |                 | |  |
| Giovanni Battista Martini             | unbekannt                                                                                             |                 | als Il sagrificio d’Abramo |  |
| Gaetano Maria Schiassi                | unbekannt                                                                                             | Lissabon        | als Il sacrificio d’Isaac |  |

## Aufnahmen und Aufführungen in neuerer Zeit
- Nicola Conti:
  - 2011: Aufführung im Papyruszaal in Maastricht mit Les Muffatti unter der Leitung von Peter Van Heyghen. Sänger: Zsuzsi Tóth (Isacco), Isabelle Everaerts de Velp (Angelo), Luciana Mancini (Sara), David Erler (Gamari), Fernando Guimaraes (Abramo).[84]
- Niccolò Jommelli
  - 2013: Aufführung bei den Salzburger Pfingstfestspielen mit I Barocchisti und dem Coro della Radiotelevisione Svizzera, Lugano unter der Leitung von Diego Fasolis. Sänger: Franco Fagioli (Isacco), Javier Camarena (Abramo), Roberta Invernizzi (Sara), Nuria Rial (Angelo), Carlo Lepore (Gamari).[85][5]
- Josef Mysliveček:
  - 1971: Schallplatte (Studioaufnahme) mit dem Prager Kammerorchester und dem Prager Philharmonischen Chor unter der Leitung von Peter Maag. Sänger: Shoichiro Tahara (Abramo), Jana Jonásová (Angelo), Gianni Maffeo (Gamari), Gianfranca Ortini (Isacco), Anna Viganoni (Sara).[86]
  - 1991: CD (Studioaufnahme) mit der Sinfonietta Prag und dem Kühn-Chor Prag unter der Leitung von Ivan Parík. Sänger: Vladimir Dolezal (Abramo), Victoria Lukianetz (Angelo), Ivana Czaková (Gamari), Ivan Kusnjer (Gamari), Tatjana Korovina (Isacco), Hye Jin Kim (Sara).[87]
  - 2008: Aufführung an der „Oper im Knopfloch“ in Illnau unter der Leitung von Denette Whitter und Charl de Villiers und der Regie von Serge Honegger. Sänger: Meike de Villiers, Valentin Johannes Gloor, Rebekka Maeder, Rosina Zoppi.[88]
  - 2022: Aufführung bei den Salzburger Festspielen im Großen Saal des Mozarteums mit dem Collegium Vocale 1704 unter Václav Luks. Sänger: Mathias Vidal (Abramo), Mari Eriksmoen (Isacco), Paula Murrihy (Sara), Matthias Winckhler (Gamari), Nikola Hillebrand (Angelo).[89]
  - 2024: Aufführung im Concertgebouw Amsterdam mit dem Collegium Vocale 1704 unter Václav Luks. Sänger: Michele Angelini (Abramo), Kateryna Kasper (Isacco), Paula Murrihy (Sara), Matthias Winckhler (Gamari), Eleonora Bellocci (Angelo). Radio-Übertragung auf NPO Klassiek.[90][91]
- Angelo Tarchi:
  - 2008: Aufführung im Teatro Scientifico in Mantua.[3]

## Digitalisate
1. ↑  Libretto (italienisch) als Digitalisat beim Münchener Digitalisierungszentrum. In: Opere del signor abate Pietro Metastasio, Band 7, Herissant, Paris 1780, S. 379 ff.
2. 1 2  Peter Obladen: Isaak, ein Vorbild des Erlösers (deutsche Übersetzung des Librettos). In: Geistliche Schaubühne. Zweyte verbesserte Auflage. Matthäus Rieger und Söhne, Augsburg und Leipzig 1766. Digitalisat beim Münchener Digitalisierungszentrum, S. 37.
3. ↑  Johann Adam Hiller: Ueber Metastasio und seine Werke, Leipzig 1786, als Digitalisat beim Münchener Digitalisierungszentrum.
4. ↑  Libretto (italienisch) des Oratoriums von Luca Antonio Predieri, München 1749 als Digitalisat beim Münchener Digitalisierungszentrum.
5. ↑  Libretto (italienisch/deutsch) des Oratoriums von Niccolò Jommelli, Hamburg 1762 als Digitalisat bei der Staatsbibliothek zu Berlin.
6. ↑  Libretto (italienisch) des Oratoriums von Niccolò Jommelli, Venedig 1764 als Digitalisat im Internet Archive.
7. ↑  Libretto (italienisch) des Oratoriums von Bartolomeo Felici, Florenz 1747 als Digitalisat beim Münchener Digitalisierungszentrum.
8. ↑  Libretto (italienisch) des Oratoriums von Johann Georg Schürer, Dresden 1748 als Digitalisat bei der Staatsbibliothek zu Berlin.
9. ↑  Libretto (italienisch) des Oratoriums von Francesco Zannetti, Città di Castello 1771 als Digitalisat beim Münchener Digitalisierungszentrum.
10. ↑  Libretto (italienisch) des Oratoriums von Francesco Zannetti, Lucignano 1778 als Digitalisat im Internet Archive.
11. ↑  Partitur des Oratoriums von Marianna von Martines als Digitalisat bei der Staatsbibliothek zu Berlin.
12. ↑  Partitur des Oratoriums von Domenico Cimarosa als Digitalisat bei Europeana.
13. ↑  Libretto (italienisch/deutsch) des Oratoriums von Friedrich Heinrich Himmel, Berlin 1792 als Digitalisat bei der Staatsbibliothek zu Berlin.
14. ↑  Partitur des Oratoriums von Friedrich Heinrich Himmel als Digitalisat beim International Music Score Library Project.
15. ↑  Libretto (italienisch/deutsch) des Oratoriums von Francesco Morlacchi, Dresden 1825 als Digitalisat beim Münchener Digitalisierungszentrum.
16. ↑  Klavierauszug des Oratoriums von Giuseppe Cappelli als Digitalisat der HaithiTrust Digital Library (nur aus den USA abrufbar).